# Laneuville-sur-Meuse
Laneuville-sur-Meuse és un municipi francès situat al departament del Mosa i a la regió del Gran Est. L'any 2007 tenia 413 habitants.

## Demografia

### Població
El 2007 la població de fet de Laneuville-sur-Meuse era de 413 persones. Hi havia 171 famílies, de les quals 51 eren unipersonals (12 homes vivint sols i 39 dones vivint soles), 58 parelles sense fills, 54 parelles amb fills i 8 famílies monoparentals amb fills.
La població ha evolucionat segons el següent gràfic:
Habitants censats

### Habitatges
El 2007 hi havia 200 habitatges, 170 eren l'habitatge principal de la família, 7 eren segones residències i 23 estaven desocupats. 194 eren cases i 4 eren apartaments. Dels 170 habitatges principals, 137 estaven ocupats pels seus propietaris, 23 estaven llogats i ocupats pels llogaters i 10 estaven cedits a títol gratuït; 10 tenien dues cambres, 22 en tenien tres, 58 en tenien quatre i 80 en tenien cinc o més. 124 habitatges disposaven pel capbaix d'una plaça de pàrquing. A 77 habitatges hi havia un automòbil i a 75 n'hi havia dos o més.

### Piràmide de població
La piràmide de població per edats i sexe el 2009 era:
| Homes | Edats   | Dones |
| ----- | ------- | ----- |
| 0     | 95 o +  | 0     |
| 4     | 90 a 94 | 0     |
| 0     | 85 a 89 | 4     |
| 0     | 80 a 84 | 4     |
| 8     | 75 a 79 | 28    |
| 12    | 70 a 74 | 12    |
| 12    | 65 a 69 | 12    |
| 0     | 60 a 64 | 16    |
| 4     | 55 a 59 | 4     |
| 20    | 50 a 54 | 12    |
| 16    | 45 a 49 | 16    |
| 16    | 40 a 44 | 4     |
| 32    | 35 a 39 | 8     |
| 8     | 30 a 34 | 24    |
| 12    | 25 a 29 | 4     |
| 4     | 20 a 24 | 12    |
| 8     | 15 a 19 | 12    |
| 16    | 10 a 14 | 8     |
| 20    | 5 a 9   | 16    |
| 16    | 0 a 4   | 8     |

## Economia
El 2007 la població en edat de treballar era de 256 persones, 175 eren actives i 81 eren inactives. De les 175 persones actives 155 estaven ocupades (84 homes i 71 dones) i 21 estaven aturades (12 homes i 9 dones). De les 81 persones inactives 36 estaven jubilades, 18 estaven estudiant i 27 estaven classificades com a «altres inactius».

### Ingressos
El 2009 a Laneuville-sur-Meuse hi havia 177 unitats fiscals que integraven 434 persones, la mediana anual d'ingressos fiscals per persona era de 15.670 €.

### Activitats econòmiques
Dels 12 establiments que hi havia el 2007, 2 eren d'empreses extractives, 1 d'una empresa de construcció, 3 d'empreses de comerç i reparació d'automòbils, 4 d'empreses de transport i 2 d'empreses classificades com a «altres activitats de serveis».
Dels 2 establiments de servei als particulars que hi havia el 2009, 1 era una oficina de correu i 1 electricista.
L'any 2000 a Laneuville-sur-Meuse hi havia 13 explotacions agrícoles que ocupaven un total de 475 hectàrees.

## Equipaments sanitaris i escolars
El 2009 hi havia una escola elemental.

## Poblacions més properes
El següent diagrama mostra les poblacions més properes.